# Crkva sv. Ane u Dubrovniku
Crkva sv. Ane, zaštićeno kulturno dobro u Dubrovniku.

## Opis dobra
Smještena na Gorici nedaleko crkve sv. Vlaha, crkva je kasnosrednjovjekovne provenijencije s kontinuitetom intervencija u 18. i 19 st., te u 20 st. Pravokutnog je tlocrta s polukružnim svetištem i zvonikom na preslicu na pročelju. Sjeverna i južna fasada rastvorene su s jednim polukružnim prozorom koji je uokviren jednostavnim kamenim iglama. Glavna zapadna fasada ima pravokutni portal s kamenim okvirom. Poviše portala nalazi se kamena pravokutna ploča s natpisom. U osi portala je rustična kamena rozeta u obliku četverolista. Krovište je dvostrešno s pokrovom od kupe kanalice, dok je na apsidi stožasto.

## Zaštita
Pod oznakom Z-925 zavedena je kao nepokretno kulturno dobro – pojedinačno, pravna statusa zaštićena kulturnog dobra, klasificiranog kao sakralna graditeljska baština.

## Vanjske poveznice
|  | Zajednički poslužitelj ima još gradiva o temi Crkva sv. Ane u Dubrovniku |